# Уотсон, Лилиан
Лилиан Мэри Уотсон (англ. Lilian Mary Watson; 17 сентября 1857, Харроу, Мидлсекс — 27 мая 1918, Берксуэлл, Уорикшир) — британская теннисистка-любительница, финалистка первого розыгрыша Уимблдонского турнира среди женщин. Сестра первой чемпионки Уимблдона Мод Уотсон.

## Биография
Лилиан Уотсон была дочерью Генри Уильяма Уотсона, ректора (приходского священника) из Берксуэлла, расположенного неподалёку от Лемингтон-Спа. Лемингтон-Спа был одним из первых городов в Англии, где был создан лаун-теннисный клуб, и Лилиан вместе с сестрой и братом Эрскином увлеклась этой игрой. Младшая сестра Лилиан, Мод, вспоминала, что их отец обладал необычной для того времени широтой взглядов и поощрял занятия дочерей спортом, в том числе позволив им сыграть матч на публике в Херлингемском клубе (Лондон).
В 1884 году впервые в истории Уимблдонского турнира помимо мужских соревнований проводился женский чемпионат. Среди 13 участниц были 26-летняя Лилиан и 19-летняя Мод, встретившиеся в итоге в финале. Мод считалась более сильной спортсменкой, но Лилиан, игравшей точней и резче обычного, удалось выиграть первый сет со счётом 8:6. Однако следующие два сета, а с ними и финальный матч, выиграла Мод, став первой чемпионкой Уимблдона среди женщин. На следующий год сёстры Уотсон выиграли чемпионат Ирландии в женском парном разряде. На их совместном счету были также победы в чемпионате Западной Англии 1883 года и ряде других турниров между 1881 и 1888 годами. На Уимблдоне Лилиан играла ещё дважды, в 1885 году выбыв из борьбы в первом круге (Мод в этот год второй раз подряд стала победительницей), а в 1886 году дойдя до полуфинала турнира претенденток, где уступила будущей чемпионке Бланш Бингли. Следующий финал в одиночном разряде с участием сестёр на турнире Большого шлема состоялся лишь в 2001 году, когда в Открытом чемпионате США на этом этапе встретились Винус и Серена Уильямс.
О дальнейшей судьбе Лилиан Уотсон почти ничего неизвестно. Она умерла в мае 1918 года в Берксуэлле.